# Sarıhaliller
Sarıhaliller è un villaggio (köy) turco situato nella provincia di Adalia, nel distretto di Akseki.